# HMS Venus (R50)
HMS Venus (R50/F50) là một tàu khu trục lớp V được Hải quân Hoàng gia Anh Quốc chế tạo trong Chương trình Khẩn cấp Chiến tranh để phục vụ trong Chiến tranh Thế giới thứ hai. Venus sống sót qua cuộc chiến tranh, được cải biến thành một tàu frigate nhanh chống tàu ngầm Kiểu 15 vào năm 1953, và tiếp tục phục vụ cho đến khi ngừng hoạt động năm 1977 và bị tháo dỡ năm 1980. Nó là chiếc tàu chiến thứ năm của Hải quân Hoàng gia được đặt cái tên này.

## Thiết kế và chế tạo
Venus được chế tạo tại xưởng tàu của hãng Fairfield Shipbuilding and Engineering Company ở Govan, Scotland và được đặt lườn vào ngày 12 tháng 1 năm 1942. Nó được hạ thủy vào ngày 23 tháng 2 năm 1943 và nhập biên chế cùng Hải quân Hoàng gia vào ngày 28 tháng 8 năm 1943.

## Lịch sử hoạt động

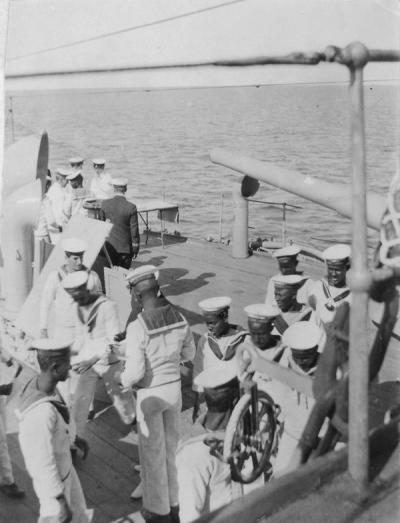
Thủy thủ người Somali trên HMS Venus

Venus đã tham gia Trận chiến eo biển Malacca cùng các tàu khu trục HMS Saumarez, HMS Verulam, HMS Vigilant và HMS Virago vốn đã đưa đến việc đánh chìm chiếc tàu tuần dương Nhật Bản Haguro vào ngày 16 tháng 5 năm 1945.
Sau chiến tranh, vào năm 1946, Venus và Virago đã tham gia cứu vớt thủy thủ đoàn của chiếc tàu chở dầu Anh Empire Cross, vốn bị hỏa hoạn, nổ tung và đắm tại Haifa, Palestine với tổn thất nhân mạng đến 25 người. Nó sau đó được chọn để cải biến toàn diện thành một tàu frigate nhanh chống tàu ngầm Kiểu 15, mang ký hiệu lườn mới F50, và trở thành soái hạm của Hải đội Frigate 6. Vào năm 1953, nó tham gia cuộc Duyệt binh Hạm đội nhân lễ Đăng quang của Nữ hoàng Elizabeth II.
Venus được đưa về lực lượng dự bị vào năm 1966 và bị bán để tháo dỡ vào năm 1972.